# Aroeiras
Aroeiras este un oraș în Paraíba (PB), Brazilia.